# Luchthaven Shanghai Pudong
Shanghai Pudong is het internationale vliegveld van Shanghai, gelegen aan de kust in het district Pudong. Het luchthaventerrein heeft een oppervlakte van 40 km².
Het vliegveld diende als de vervanging van Hongqiao als internationale luchthaven van Shanghai. Pudong nam ook de meeste internationale vluchten, inclusief die naar Hongkong en Macau, over van Hongqiao. Het vliegveld bevindt zich ongeveer 30 km ten oosten van het stadscentrum en 40 km van Hongqiao.

## Geschiedenis
De luchthaven werd op 1 oktober 1999 geopend, op de 50e verjaardag van de Volksrepubliek China. Op 17 maart 2005 werd de tweede landingsbaan in gebruik genomen. Deze landingsbanen hebben een lengte van 4000 meter respectievelijk 3800 meter, en een breedte van 60 meter.
Op 26 maart 2008 werd de derde startbaan met een lengte van 3400 meter geopend voor verkeer; ook werd de tweede terminal geopend. In 2004 verwerkte de luchthaven 21 miljoen passagiers, maar in 2008 was dit al toegenomen tot 28,2 miljoen passagiers. In 2010 was het aantal passagiers al toegenomen tot 40,5 miljoen, en werd 3.227.914 ton vracht verwerkt. Tussen 2011 en 2015 werden een vierde en vijfde startbaan met lengtes van 3.800 en 3.400 meter in gebruik genomen. Tussen 2015 en 2019 werd gewerkt aan een  satellietterminal met een oppervlakte van 622.000 m² en 83 gates. De terminal heeft een capaciteit van 38 miljoen reizigers. In 2018 werden 74 miljoen personen vervoerd en 3.768.573 ton vracht.

## Bereikbaarheid

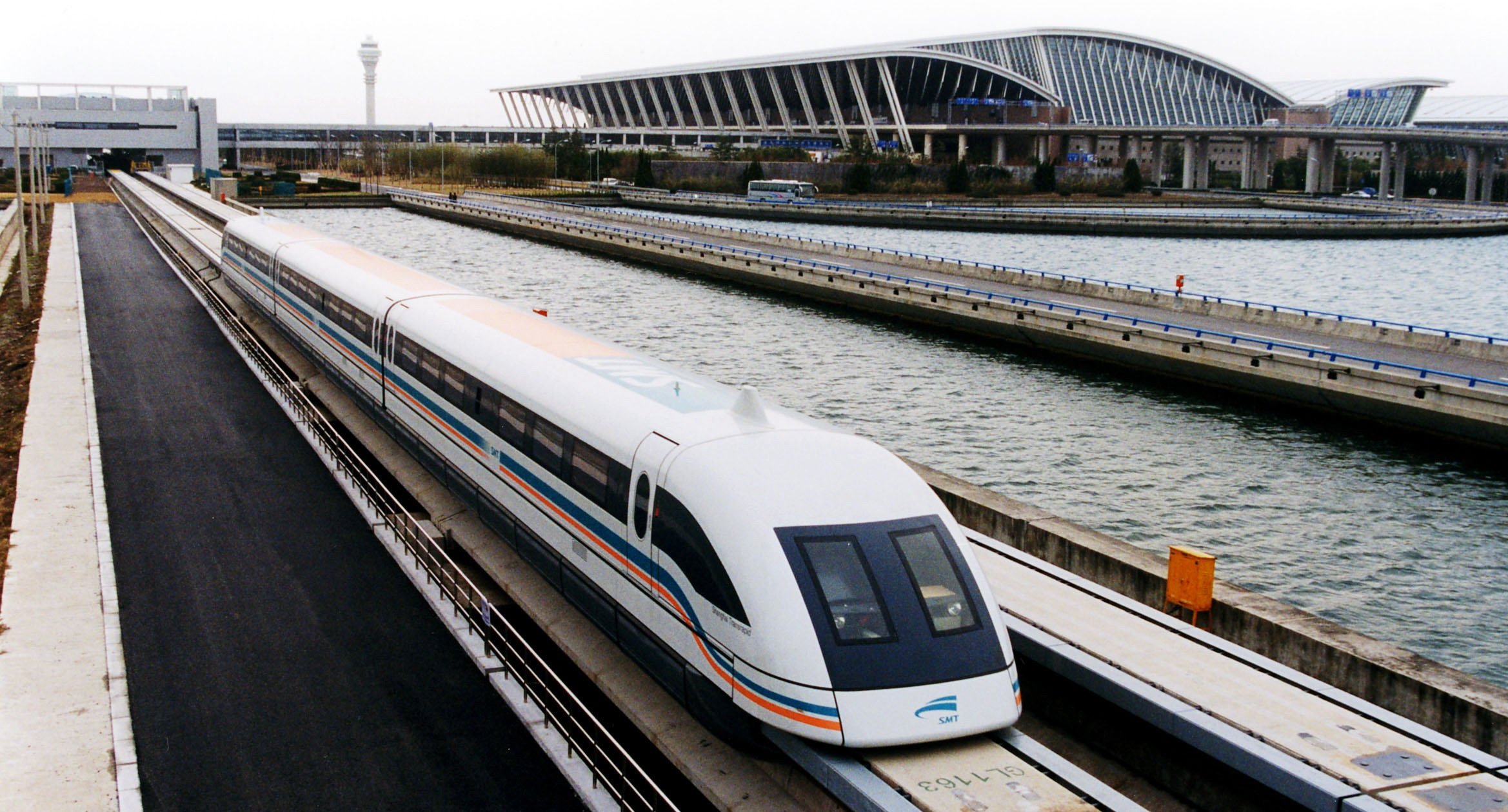
De Maglev richting het stadscentrum

De stad is vanaf het vliegveld bereikbaar met de bus, taxi, metrolijn 2 van de metro van Shanghai en met de Maglev,  Transrapid-magneetzweeftrein van Siemens tot het multimodaal station Longyang Road in het financiële hart van de stad Shanghai. Het traject van de Maglev Transrapid is 30 km lang en de maximale snelheid die wordt gehaald is 431 km/h. Metrolijn 2 gaat van Pudong airport tot Hongqiao airport en is met dagelijks anderhalf miljoen reizigers (en een maximum van 1,9 miljoen reizigers op 8 maart 2019) de op een na drukste metrolijn van de stad.
De luchthaven is zowel via een noordelijke als via een zuidelijke aftakking aangesloten op het snelwegennet van Shanghai. Ten noorden van de terminals begint een snelweg naar Pudong en het stadscentrum van Shanghai (het oudere Puxi), na kruising van de Huangpu Jiang middels de Xupubrug, en die doorloopt tot de oudere Luchthaven Shanghai Hongqiao. Ten zuiden van de terminals loopt een andere snelweg (de A15) die de zuidelijke stadsrand van Shanghai bedient, de Huangpu Jiang oversteekt via de recentere Minpubrug en verder de Zhejiang provincie verzekert van een verbinding met de luchthaven.

## Luchtvaartmaatschappijen

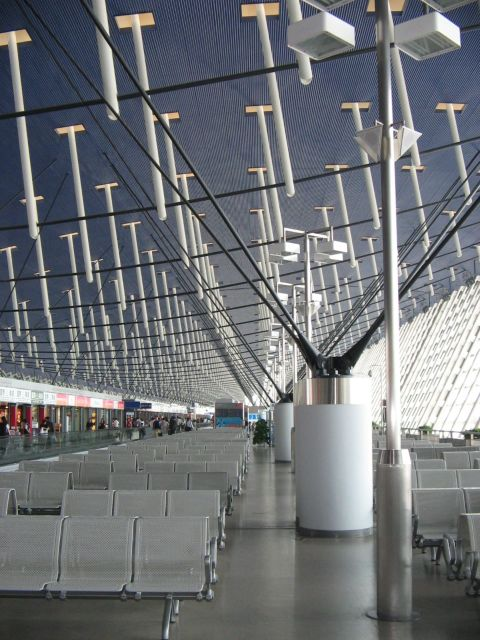
Terminal 1 van binnen

China Eastern Airlines en Shanghai Airlines hebben hun (internationale) thuisbasis op Shanghai Pudong, Air China heeft er een hub. Voor het pakkettransport is Pudong de hub van Azië-Pacific voor zowel FedEx, UPS als DHL. De luchthaven wordt bediend door vliegtuigen van 104 maatschappijen die 210 bestemmingen met de luchthaven verbinden.